# John Moffet (Schwimmer)
John Clifford Moffet (* 27. Juli 1964 in Banning, Kalifornien) ist ein ehemaliger Schwimmer aus den Vereinigten Staaten. Er gewann einmal Gold und zweimal Bronze bei Weltmeisterschaften sowie einmal Silber bei Panamerikanischen Spielen.

## Sportliche Karriere
1980 gehörte Moffet als jüngster Schwimmer zum fiktiven Olympiaaufgebot der Vereinigten Staaten, das wegen des Olympiaboykotts nicht antreten durfte. Zwei Jahre später bei den Weltmeisterschaften 1982 in Guayaquil siegte Moffets Landsmann Steve Lundquist über 100 Meter Brust mit 0,07 Sekunden Vorsprung vor dem Kanadier Victor Davis. 0,31 Sekunden hinter Davis schlug Moffet als Dritter an zwei Hundertstelsekunden vor dem Briten Adrian Moorhouse. Vier Tage später siegte Davis über 200 Meter Brust vor Robertas Žulpa aus der Sowjetunion, John Moffet erschwamm seine zweite Bronzemedaille. Moffet qualifizierte sich auch mit der Lagenstaffel für das Finale, im Endlauf schwamm Steve Lundquist. Erstmals erhielten auch nur im Vorlauf eingesetzte Schwimmer eine Goldmedaille, wenn ihre Mannschaftskameraden siegten. 1983 bei den Panamerikanischen Spielen in Caracas gewann Moffet über 100 Meter Brust die Silbermedaille hinter Lundquist.
1984 verbesserte Moffet bei den Olympiaauscheidungswettkämpfen den Weltrekord über 100 Meter Brust um 0,15 Sekunden auf 1:02,13 Minuten. Einen Monat später bei den Olympischen Spielen in Los Angeles stellte Moffet als Vorlaufschnellster in 1:02,16 Minuten einen neuen Olympischen Rekord auf. Im Finale verbesserte Lundquist den Weltrekord auf 1:01,65 Minuten und siegte vor Victor Davis. Mit seiner Vorlaufzeit hätte Moffet Bronze gewonnen, im Endlauf reichten 1:03,29 Minuten nur für den fünften Platz.
Im August 1985 wurden in Tokio erstmals die Pan Pacific Swimming Championships ausgetragen. Moffet siegte sowohl über 100 als auch über 200 Meter Brust. Die 4-mal-100-Meter-Lagenstaffel mit Rick Carey, John Moffet, Pablo Morales und Matt Biondi verbesserte den Weltrekord aus dem Vorjahr um eine Sekunde. Im Anschluss an die Pan Pacific Championships fand die Universiade in Kōbe statt. Moffet gewann wie in Tokio drei Goldmedaillen auf den beiden Bruststrecken und mit der Lagenstaffel.
1986 graduierte Moffet an der Stanford University. Er war später als Produzent und Regisseur im amerikanischen Fernsehen tätig. Für seine Beteiligung an der Produktion der Reality-Sendung The Amazing Race gewann er den Emmy bei den Verleihungen 2005 bis 2007.